# Синя джамия (Табриз)
Синята джамия е известна историческа джамия в Табриз, Иран.
Джамията, както и някои други обществени сгради са построени през 1465 г. по заповед на Джахан шах, владетелят на Кара Коюнлу – столица на неговото царство. То обхващало важни части от съвременен Иран, Азербайджан и Турция. Убит е от Узук Хасан (владетелят на Ак Коюнлу) и е погребан в единствените части от джамията, които са оцелели.
Мавзолеят е построен в южната част на джамията и е изцяло покрит с високи мраморни плочи, върху които ръкописни стихове от Корана са гравирани на фона на фини арабески.
Джамията е била тежко повредена при земетресение през 1779 г., оставяйки само входния ейван. Много от плочките ѝ са унищожени, но върху запазените все още личат красивите цветове. Синята джамия в Табриз се смята за шедьовър на ислямската архитектура. Реконструкцията започва през 1973 г. от покойния Реза Мемаран Бенам под надзора на Иранското министерство на културата. Въпреки това облицовката все още не е завършена.
- Рисунка от френския турист Жул Лорънс, 1872 г.
- Големият вход ейван на Синята джамия
- Вътрешно оформление